# 城西町 (名古屋市)
城西町（しろにしちょう）は、愛知県名古屋市西区にある地名。丁目は設定されていない。住居表示未実施。同じ西区に城西という地名があるが、当地名が平田城に由来するのに対し、城西は名古屋城に由来する。また、読みも当地名がしろにしと訓読みするのに対して、城西はじょうさいと音読みするという違いがある。

## 地理
西区の北西部に位置する。東に城町・西に野南町・南に西原町と接し、北は北名古屋市沖村岡・沖村岡西と隣接する。ほとんどが住宅地で、南端の県道に沿いに商業施設が位置している。

## 歴史

### 町名の由来
旧字名の城西より採られている。字は織田家の家臣であった平田和泉守の居城平田城の西に位置していたことから命名されている。

### 沿革
- 1972年（昭和47年）11月21日 - 西区山田町大字平田の一部より成立[1]。

## 世帯数と人口
2019年（平成31年）2月1日現在の世帯数と人口は以下の通りである。
| 町丁   | 世帯数  | 人口  |
| ------ | ------- | ----- |
| 城西町 | 372世帯 | 833人 |

### 人口の変遷
国勢調査による人口の推移
| 2000年（平成12年） | 729人 | [ 7 ]  |  |
| 2005年（平成17年） | 764人 | [ 8 ]  |  |
| 2010年（平成22年） | 875人 | [ 9 ]  |  |
| 2015年（平成27年） | 860人 | [ 10 ] |  |

## 学区
市立小・中学校に通う場合、学校等は以下の通りとなる。また、公立高等学校に通う場合の学区は以下の通りとなる。
| 番・番地等 | 小学校               | 中学校               | 高等学校 |
| ---------- | -------------------- | -------------------- | -------- |
| 全域       | 名古屋市立平田小学校 | 名古屋市立平田中学校 | 尾張学区 |

## 交通
- 愛知県道163号一場中小田井線

## 施設
- ジップドラッグ白沢城西店
- 東宝プラザ城西店

## その他

### 日本郵便
- 郵便番号 : 452-0841[4]（集配局：名古屋西郵便局[13]）。